# Pasilingua
Die Plansprache Pasilingua, 1889 von Peter Steiner in seinem Werk Drei Weltsprach-Systeme vorgestellt, setzt in ihrem Vokabular nur auf Wörter, die in ihren Stammsilben mindestens zwei der drei Sprachen Englisch, Französisch und Deutsch gemeinsam sind (z. B. education oder melodiu). Das Wörterbuch umfasst ca. 5.000 Wörter. Grammatikalisch werden 4 Fälle des Substantivs unterschieden und durch Nachsilben angezeigt (Nominativ: mortu, der Tod; Genitiv: mortude, des Todes; Dativ: mortuby, dem Tode; Akkusativ: mortun, den Tod). Verben können ebenfalls durch entsprechende Endungen in drei Zeiten (Präsens/Präteritum/Futur– mi morter/mi mortefer/mi morterer – ich sterbe/starb/werde sterben) abgewandelt werden. Es gibt nur eine Deklinations- und eine Konjugationsform. 
Der Verfasser spricht zwar in der Einleitung seines Buches von der Absicht, „die Menschheit, d. h. die verschiedenen Rassen und Völkerschaften ohne Rücksicht auf ihren Kulturstand, ihre Religion und Politik näher zu vereinigen und zu verbinden“, führt aber in der Folge als einen der großen Vorzüge Pasilinguas den Umstand an, dass ein in dieser Sprache geschriebener Text in Portugal, Spanien, Italien, England, Holland, Schweden, Bulgarien, Rumänien, Australien oder Amerika verstanden würde, „sofern er nicht in die Hände von Slaven, Asiaten oder Afrikaner(n) gefallen wäre“. 